# 門戶合唱團
门户乐团（大门乐团）是1965年於洛杉磯成立的美國搖滾樂團。大门乐队由主唱吉姆·莫里森（Jim Morrison）、鍵盤手雷·曼札克（Ray Manzarek）、鼓手約翰·丹斯莫（John Densmore）和吉他手羅比·克雷格（Robby Krieger）組成，樂風融合了車庫搖滾、藍調與迷幻搖滾。主唱莫里森模糊、曖昧的歌詞與無法預期的舞台人格，並使門戶合唱團成為音樂史上頗負爭議的樂團。1971年7月3日莫里森去世，樂團並於1973年解散。儘管自成立至解散只有八年的時光，門戶合唱團仍擁有為數龐大的樂迷，並在樂壇享有一定的地位與影響力。據美國唱片工業協會統計，門戶合唱團在美國擁有至少三千二百萬的專輯銷售量。1993年被引入搖滾名人堂。

## 历史

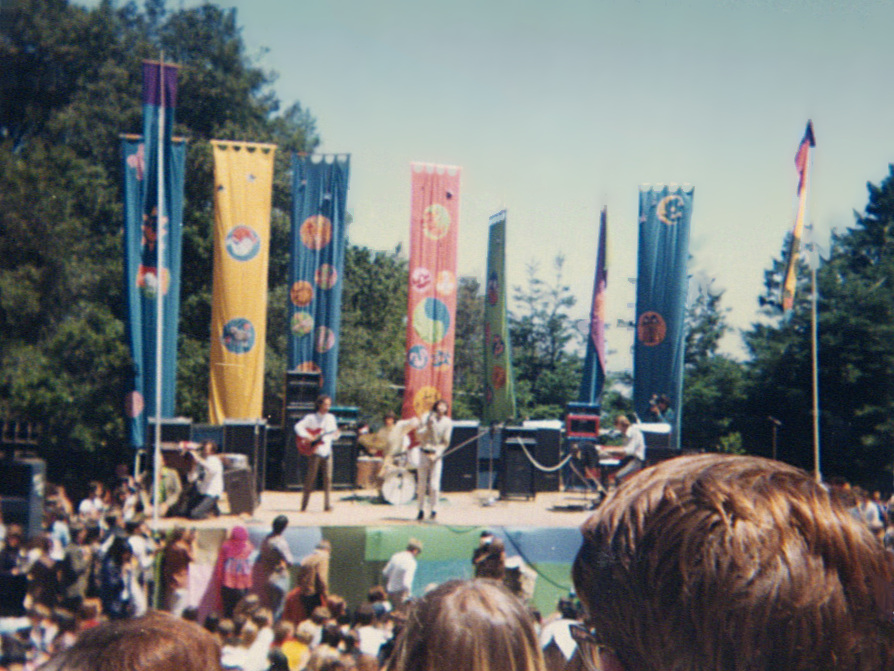
大门乐队1967年在Fantasy Fair and Magic Mountain Music Festival

## 作品

### 录音室专辑
- The Doors (1967)
- Strange Days (1967)
- Waiting for the Sun (1968)
- The Soft Parade (1969)
- Morrison Hotel (1970)
- L.A. Woman (1971)
- Other Voices (1971)
- Full Circle (1972)
- An American Prayer (1978)

## 相關文化
- 奧利華·史東曾於1991年發表了一套以占·摩利臣生平為藍本的傳記片——《火樂焚城》（The Doors），電影原名就是以此樂隊命名。
- 纪录片《When You're Strange》，片名源自大门乐队的1967年的排行榜歌曲「People Are Strange」中的歌词。